# Aéroport de Koggala
Pour les articles homonymes, voir KCT.
L'aéroport de Koggala (code IATA : KCT • code OACI : VCCK) est un aéroport du Sri Lanka situé à Koggala, dans le district de Galle et la Province du Sud, à environ 14 km de la ville de Galle. 

## Situation
| \| 100 km1:7 597 000 \| Colombo · Bandaranaike Colombo · Ratmalana Hambantota Ampara Anuradhapura Batticaloa Sigiriya Galle Jaffna Katukurunda Iranamadu Trincomalee Vavuniya |
| 100 km1:7 597 000 |